# Smith & Wesson Model 29
O Smith & Wesson Model 29 é um revólver de ação dupla com tambor de seis tiros, projetado para o cartucho .44 Magnum e fabricado pela empresa americana Smith & Wesson.

## Características
O S&W Model 29 foi oferecido com canos de 3, 4, 5, 6, 6 ½, 8 ⅜ e 10 ⅝ polegadas (76, 102, 127, 152, 165, 213 e 270 mm) como modelos padrão. Outros comprimentos de cano estavam disponíveis por encomenda especial da Smith & Wesson Custom Shop ou personalizados por armeiros. A variante de 5 polegadas (130 mm) de cano tinha um comprimento insuficiente. As opções de acabamento disponíveis incluíam uma superfície altamente polida, azulada ou niquelada.
Na época de sua introdução, o S&W Model 29 era o revólver de produção mais poderoso. Havia um número de armas personalizadas que eram mais poderosas que ele, como nas antigas Howdah pistols do século XIX, e mais tarde ele tenha sido superado por revólveres para os cartuchos .454 Casull e .50 Action Express ainda maiores. Ele ficou famoso em todo o mundo por associação com o personagem fictício "Dirty Harry" Callahan no filme Dirty Harry.
O S&W Model 29 foi projetado para cartuchos .44 Special, assim como o .44 Magnum. O estojo "Magnum" é um pouco mais longo para impedir que eles sejam disparados em revólveres projetados apenas para o .44 Special.

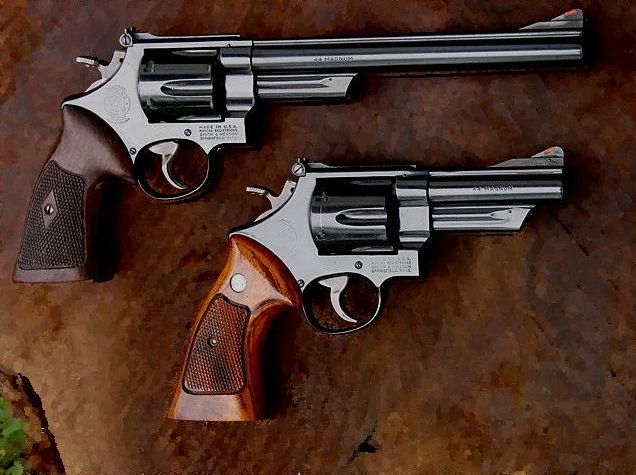
Dois Smith & Wesson Model 29, com canos de e 4 polegadas.

## História

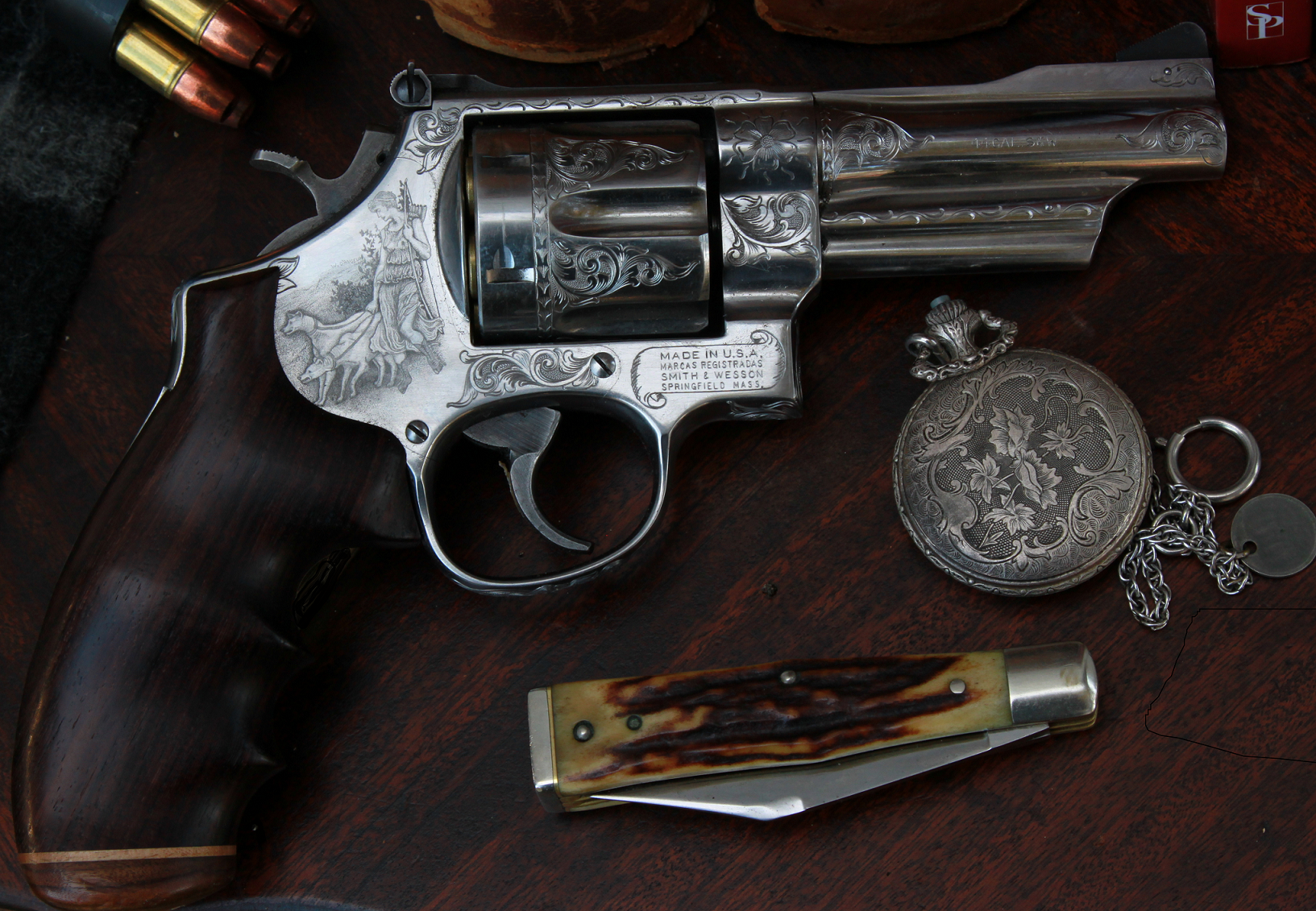
O Smith & Wesson Mountain Gun cerca de 1995.

As realizações de Elmer Keith em maximizar o poder e o desempenho do .44 Special foram a inspiração e a força motriz por trás da introdução do .44 Magnum pela Smith & Wesson. Sua intenção para o novo calibre era que fosse usada nas armas auxiliares para caçadores de animais grandes e perigosos, e não para autodefesa, embora, com os cartuchos "Special" de hoje em dia, a possibilidade de uso em defesa pessoal seja uma realidade.
A produção da S&W de um revólver de quaro-N grande em .44 Magnum começou em 1955; a designação de Model 29 foi estabelecida em 1957. Ele ficou restrito a um pequeno grupo de entusiastas de armas de mão, alguns policiais e caçadores até 1971, quando Clint Eastwood a tornou famosa como "a arma mais poderosa do mundo" no filme Dirty Harry. Após o lançamento do filme, os varejistas tiveram problemas para manter o Model 29 em estoque.
No final da década de 1990, a Smith & Wesson interrompeu a produção de muitos modelos de revólveres, incluindo a versão "básica" do Model 29; desde então, em vários momentos, o modelo, em configurações limitadas ou "personalizadas", foi fabricado em até 10 evoluções.

## Variantes
O Model 29 original foi substituído pelo "Model 29-1" em 1960, com modificações no parafuso da haste ejetora. O "Model 29-2" o substituiu no ano seguinte, com um parafuso que segurava a mola de parada do cilindro sendo excluído. O comprimento do cano foi reduzido de 6 1⁄2 para 6 polegadas (170 para 150 mm) em 1979. Essas duas versões são conhecidas popularmente como "pinned e recessed". "Pinned" significa que os canos estão aparafusados e presos por um pino atravessado pela estrutura e um entalhe no cano. "Recessed" denota a parte traseira das câmaras do cilindro sendo rebaixada, de modo que, quando carregados, os aros do cartucho são totalmente embutidos no cilindro. Em 1982, o "Model 29-3", para redução de custos, acabou com os cilindros rebaixados e substituiu os canos presos com pinos por canos presos por "esmagamento".
Os "Model 29-4" e "Model 29-5", produzidos entre 1988 e 1990, respectivamente, tiveram alterações para melhorar a durabilidade do uso pesado. Em 1994, o "Model 29-6" iniciou a produção, agora equipada como padrão empunhaduras "Monogrip" de borracha da Hogue para substituir as empunhaduras de madeira anteriores, também sendo fornecidos orifícios padrão para a fixação de suportes de mira telescópica. O "Model 29-7" iniciou a produção em 1998 com alterações no mecanismo de travamento, na conexão do pino de disparo, no cão e no gatilho produzidos com um processo de moldagem por injeção de metal.

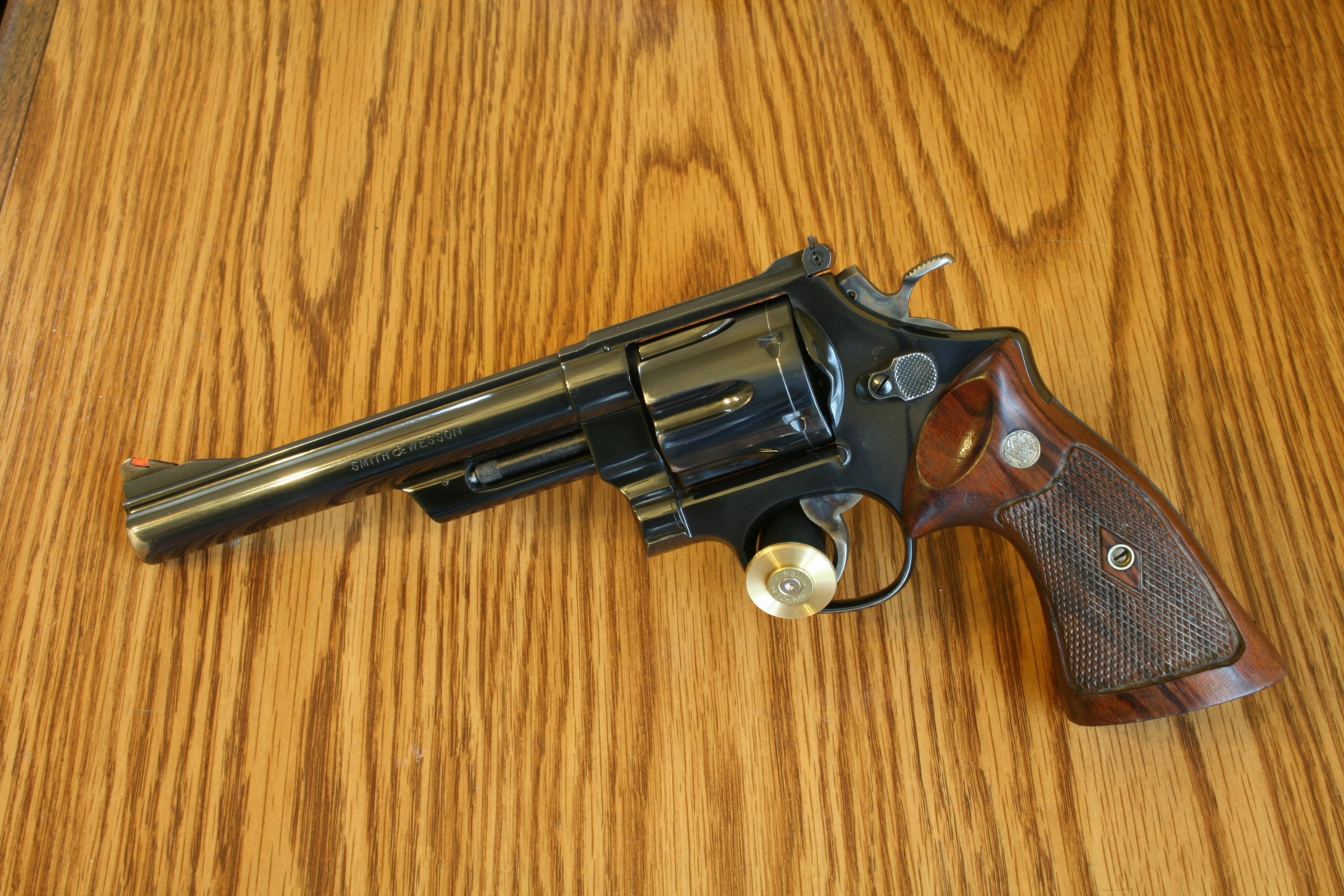
Um Smith & Wesson Model 29, com cano de polegadas.

| Modelo | Ano  | Comprimento do cano                                      | Modificações |
| ------ | ---- | -------------------------------------------------------- | --- |
| 29     | 1957 | 6,5 in (165 mm)                                          | |
| 29-1   | 1960 | 6,5 in (165 mm)                                          | parafuso da haste do ejetor |
| 29-2   | 1961 | 6,5 in (165 mm), mudou para 6 polegadas (150 mm) em 1979 | deixou de usar o parafuso que segurava a mola de parada do cilindro |
| 29-3   | 1982 |                                                          | abandonou as câmaras rebaixadas nos cilindros e canos presos com pinos por canos presos por esmagamento |
| 29-4   | 1988 |                                                          | sistema de retenção do mecanismo de tombamento do cilindro reforçado, cantos vivos no quadro foram arredondados; Versão de 8 3/8" oferecida suportes para mira ótica.                                       |
| 29-5   | 1990 |                                                          | entalhes mais longos na lateral do cilindro para impedir o salto quando o cilindro é movimentado, o mecanismo interno de movimentação do cilindro foi aperfeiçoado para reduzir o retorno durante o disparo |
| 29-6   | 1994 |                                                          | empunhadura padrão Monogrip de borracha da Hogue |
| 29-7   | 1998 |                                                          | muda o mecanismo de travamento, a fixação do pino de disparo e o cão e o gatilho passam a produzidos com um processo de moldagem por injeção de metal.                                                      |
| 29-8   | 2001 |                                                          | novo design de quadro com trava interna |
| 29-9   |      |                                                          | |
| 29-10  |      |                                                          | |

| Número inicial | Anos      |
| -------------- | --------- |
| N1             | 1969-1972 |
| N100000        | 1973      |
| N200000        | 1974-1977 |
| N300000        | 1975-1976 |
| N400000        | 1977-1978 |
| N500000        | 1978-1980 |
| N600000        | 1979-1980 |
| N700000        | 1980      |
| N800000        | 1980-1983 |
| N900000        | 1982-1986 |

### Model 629

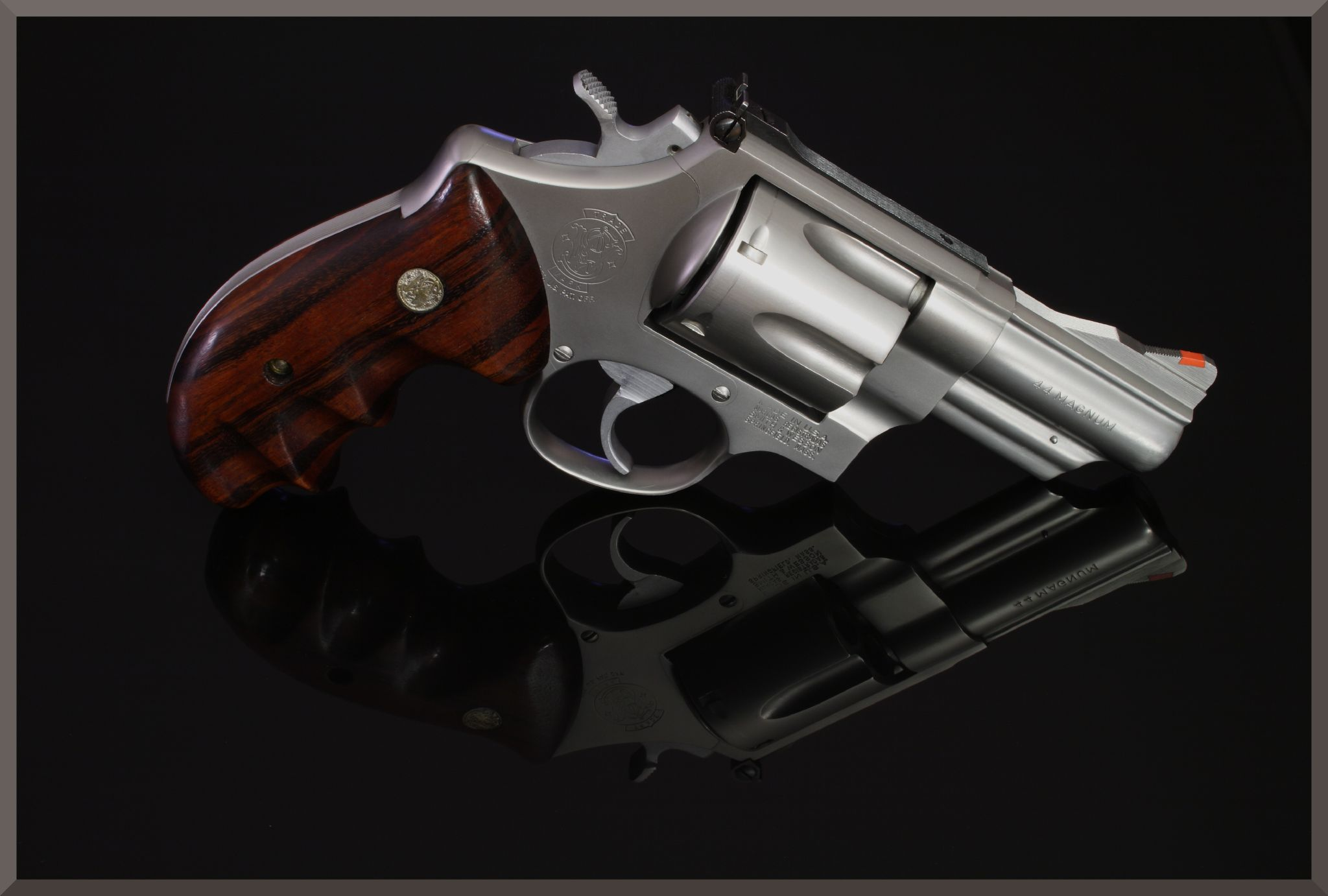
Um Smith & Wesson Model 629 cano curto.

Introduzido em 1978, o Smith & Wesson Model 629 é uma versão em aço inoxidável do Model 29.
A designação "Model 629" deriva da prática da Smith & Wesson de denotar uma versão em aço inoxidável de um de seus projetos já existentes, colocando um "6" na frente do número do modelo da arma original. A variante 629 Classic apresenta um "underlug" (uma extensão abaixo do cano) de corpo inteiro, outras variantes incluem o 629 Stealth Hunter.

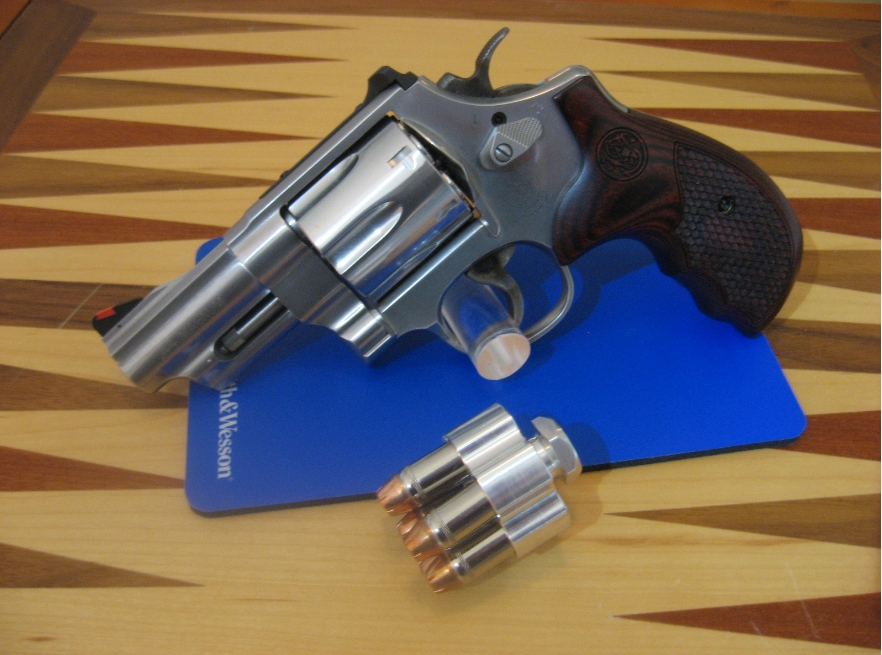
Um S&W Model 629-6 .44 Magnum, "Deluxe Talo Edition".

| Modelo | Ano de início | Comprimento do cano | Modificações |
| ------ | ------------- | ------------------- | --- |
| 629    | 1979          |                     | |
| 629-1  | 1982          |                     | abandonam cilindros rebaixados e canos fixados por pinos                                                                |
| 629-2  | 1988          |                     | mudou a retenção do garfo, cantos arredondados, mão flutuante                                                           |
| 629-3  | 1989          |                     | garfo e estrutura reforçados, entalhe de parada mais longo, bloco de parafusos, mão fixa                                |
| 629-4  | 1993          |                     | mudou o formato da mira traseira e o extrator                                                                           |
| 629-5  | 1997          |                     | eliminou o pino de parada do cilindro e a espiga serrilhada, cão e gatilho produzidos em MIM, pino de disparo flutuante |
| 629-6  | 2001          |                     | bloqueio interno adicionado                                                                                             |
| 629-7  | 2005          |                     | cano de duas peças |
| 629-8  | 2006          |                     | cano de face dupla |

### Quiet Special Purpose Revolver (QSPR)
Alguns Model 29 da S&W foram reconstruídos pela AAI Corporation para fabricar os Revólveres Quiet Special Purpose (QSPR). Estes possuíam canos novos, curtos e de alma lisa de 35 mm (1 3⁄8 pol.), Com 10 mm (.40 pol.) de diâmetro, com câmaras de cilindro fresadas para aceitar munição QSPR especial que se assemelhava externamente a cartuchos de escopeta calibre .410 com carcaça de metal, mas internamente trabalhava como um pistão para capturar os gases. Essa munição especial foi feita pela AAI.
Essa variante foi desenvolvida de 1967 a 1971 para ser usada por tunnel rats na Guerra do Vietnã. O QSPR foi testado no campo de batalha em 1969, e um programa de aprimoramento e teste foi executado de 1970 a 1971. Pelo menos oficialmente, nunca entrou em serviço. A retirada dos EUA do Vietnã reduziu o interesse pela arma QSPR, e o programa terminou em 1972, apesar dos rumores infundados de que o QSPR pode ter sido usada por assassinos da CIA durante a Guerra Fria e continua sendo usada pelos chamados "Black Book teams".
Uma arma russa de safra mais recente, o revólver OTs-38 Stechkin, é descrita como usando um sistema praticamente idêntico ao empregado pelos chamados Quiet Special Purpose Revolver (QSPR).

### Variante Mountain Gun

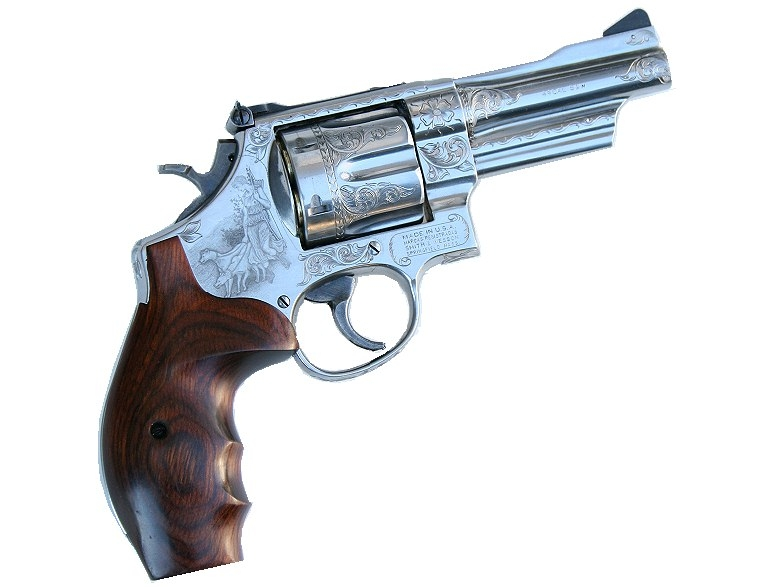
Uma "Mountain Gun" gravada por John K. Pease e Wayne Di'Angelo pelo "Smith & Wesson Custom Engraving Shop".

O Mountain Gun foi introduzido em 1989 como uma versão leve do Model 29, do tipo que eles chamam de "carried often and shot little" "porte sempre atire pouco". O perfil do cano é uma reprise do design original. Versão anterior 29-4 "backpacker" "mochileiros" com cano de 2 ½" (muito raro).
Um Smith & Wesson Model 629 com um cano de 3 polegadas (76,2 milímetros) chamado "Trail Boss" foi produzido exclusivamente para o distribuidor, RSR.

### Outras variantes

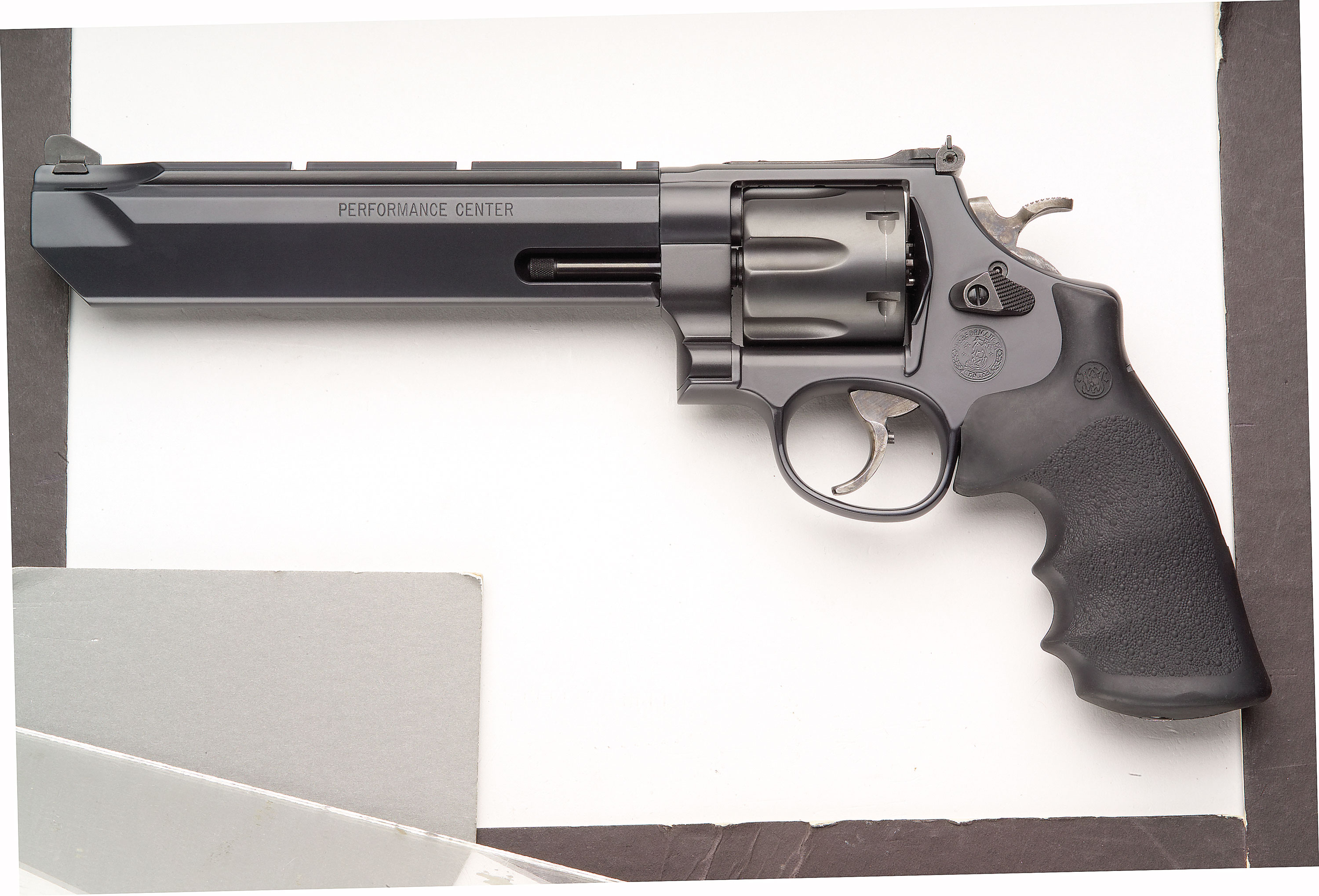
Um "S&W Model 629 Performance Center", variante de competição com cano com pesos de compensação para o recuo.

- Em 26 de janeiro de 2006, a Smith & Wesson anunciou o 50º aniversário do Model 29,[9] idêntico aos modelos anteriores, exceto a marca registrada incrustada em ouro na tampa lateral, o novo mecanismo de travamento interno e um cilindro não chanfrado.
- Em 1 de janeiro de 2007, a Smith & Wesson anunciou a reedição do Model 29 como um modelo gravado na linha Classics da S&W.[10]
- O Smith & Wesson Model 629 Stealth Hunter possui um cano de 7 ½ polegada (190 mm) com um "underlug"[5] de comprimento total para aumentar a estabilidade e reduzir o recuo. O espaço entre o cano e o cilindro é de 0,006 polegadas (0,15 mm), bloqueio de retenção de esferas entre o chassi e o corpo do cilindro que fornece maior resistência. Todo o revólver é feito de aço inoxidável, com um acabamento preto fosco com redução de brilho. Ele vem com empunhaduras sintéticas antiderrapantes.[11]
- O 329NG é um revólver com quadro feito de escândio, cilindro revestido com PVD e mira de trítio. Esse modelo faz parte da linha "NightGuard".[12]

## Usuários
- Albânia
- Angola
- Argentina
- Austrália
- Áustria
- Azerbaijão
- Bangladesh[13]
- Bélgica
- Benim
- Burquina Fasso
- Bolívia
- Burundi
- Camboja[13]
- Camarões
- Canadá
- Chile
- Colômbia[13]
- Croácia
- Cuba
- Chéquia
- República Democrática do Congo
- República Dominicana
- Djibuti
- Egito[13]
- El Salvador
- Eritreia
- Estónia
- Etiópia
- Guiné Equatorial[13]
- Fiji
- Finlândia
- Gana
- Guatemala
- Guiné
- Guiana
- Hungria
- Índia
- Indonésia[13]
- Iraque
- Itália
- Jordânia
- Quênia
- Laos
- Lesoto
- Libéria[13]
- Lituânia
- Madagáscar
- Malawi[13]
- Mali
- Malta
- Mauritânia
- México
- Mongólia
- Marrocos
- Moçambique
- Namíbia[13]
- Nepal
- Países Baixos[13]
- Nova Zelândia
- Nicarágua
- Níger
- Coreia do Norte
- Omã[13]
- Paquistão
- Panamá
- Paraguai
- Polónia
- Catar
- Roménia[13]
- Ilhas Salomão
- Somália
- África do Sul
- Coreia do Sul
- Espanha
- Sri Lanka
- Sudão
- Suriname
- Essuatíni
- Suíça
- Taiwan[13]
- Tanzânia
- Tailândia
- Tibete
- Tunísia
- Emirados Árabes Unidos[13]
- Uganda
- Reino Unido[13]
- Estados Unidos
- Venezuela[13]
- Vietname
- Zaire
- Zâmbia
- Zimbabwe